# Palazzo Fonseca a Pigna

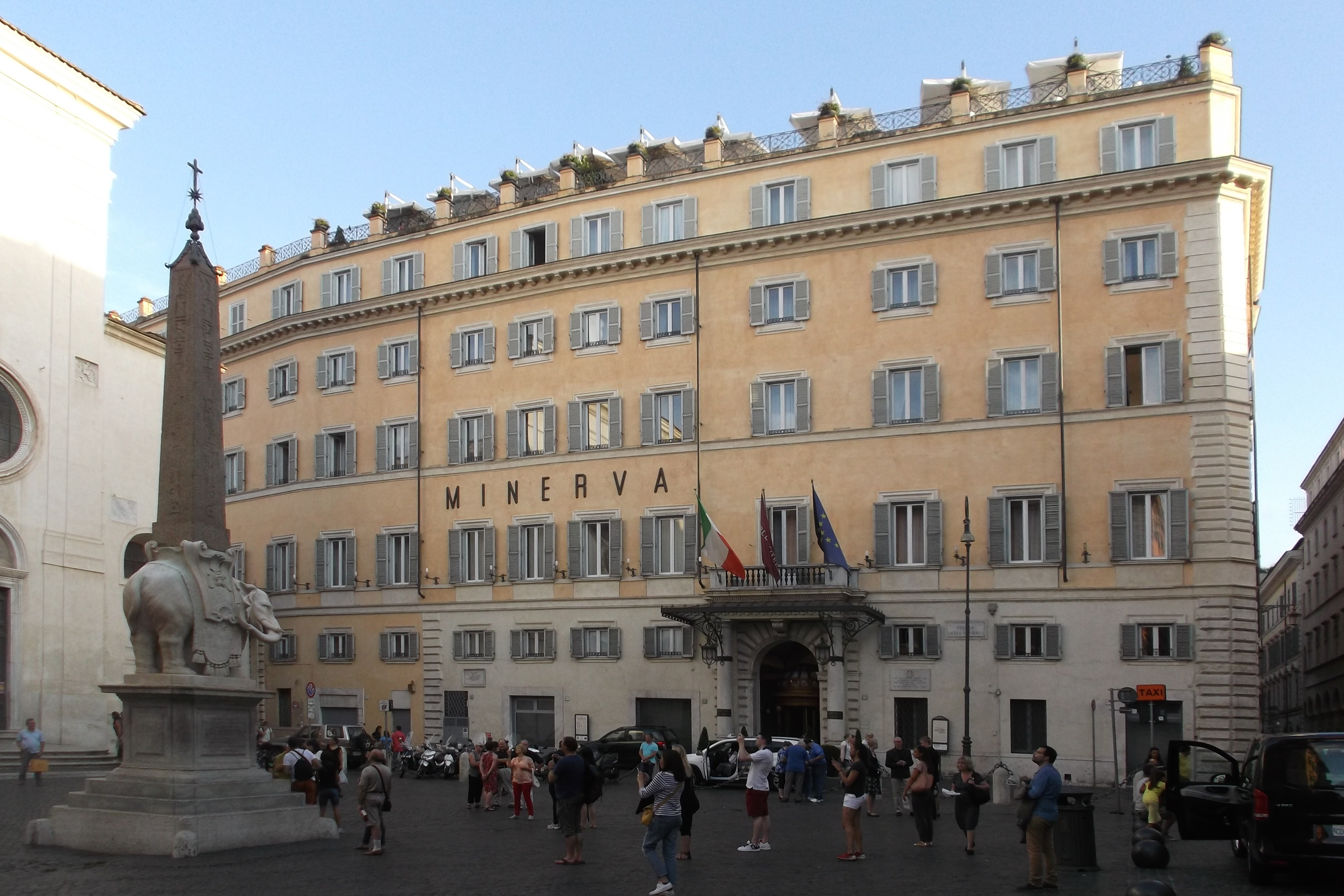
Vista do hotel a partir da Piazza della Minerva. Em primeiro plano, o famoso Obelisco do Elefante.

Palazzo Fonseca a Pigna é um palácio barroco localizado na Piazza della Minerva, no rione Pigna de Roma. Abriga, desde 1832, o Grand Hotel de la Minerve.

## História
Do lado sul da Piazza della Minerva, guardando a igreja de Santa Maria sopra Minerva, está o Palazzo Fonseca, construído no século XVII e assim chamado por causa da família Fonseca, proprietária original, nativa do Reino de Portugal e estabelecida em Roma desde o século XV. Na primeira metade do século XIX, o edifício passou para a família Conti, que, depois de adquirirem as casas vizinhas, ampliaram o palácio e fundaram no local um albergue, conhecido como Il Minerva, inaugurado em 1832 e ainda hoje em atividade. Desde então, se hospedaram ali diversas personalidades ilustres, como Stendhal, Cavour e o general José de San Martín, o célebre herói argentino.